# Gelis nigritulus
Gelis nigritulus är en stekelart som först beskrevs av Zetterstedt 1838.  Gelis nigritulus ingår i släktet Gelis och familjen brokparasitsteklar. Arten är reproducerande i Sverige. Utöver nominatformen finns också underarten G. n. latecinctus.